# Elements of Life
Elements Of Life é o quinto álbum de DJ Tiësto, lançado em 16 de Abril de 2007. O álbum contem colaborações de JES, Julie Thompson, Charlotte Martin, Christian Burns, BT e Maxi Jazz dos Faithless. BT voltou a colaborar com Tiësto pela primeira vez desde o single Love Comes Again, de 2004, do álbum Just Be.

## Faixas
1. "Ten Seconds Before Sunrise" - 7:31
2. "Everything" (com JES) - 7:01
3. "Do You Feel Me" (com Julie Thompson) - 6:03
4. "Carpe Noctum" - 7:03
5. "Driving to Heaven" - 4:42
6. "Sweet Things" (com Charlotte Martin) - 5:42
7. "Bright Morningstar" - 8:19
8. "Break My Fall" (com BT) - 7:14
9. "In the Dark" (com Christian Burns) - 4:36
10. "Dance4life" (com Maxi Jazz) - 5:21
11. "Elements of Life" -  8:25
12. "He's A Pirate (Tiësto Remix)" - 3:32

## Prémios e Rankings do Álbum
| Chart                                   | Provider(s)                        | Peak position | Certification | Sales   |
| --------------------------------------- | ---------------------------------- | ------------- | ------------- | ------- |
| Austria Albums Chart                    | Media Control Europe               | 44            |               |         |
| Billboard 200 (U.S.)                    | Billboard                          | 71            |               | 22,588  |
| Billboard Top Electronic Albums (U.S.)  | Billboard                          | 1             |               | 22,588  |
| Billboard Top Digital Albums (U.S.)     | Billboard                          | 8             |               | 22,588  |
| Billboard Top Independent Albums (U.S.) | Billboard                          | 7             |               | 22,588  |
| Belgium Albums Chart                    | IFPI/Ultratop                      | 3             | Gold          | 25,000  |
| Greece Albums Chart                     | IFPI                               | 1             |               |         |
| Hungary Albums Chart                    | IFPI                               | 3             |               |         |
| Irish Albums Chart                      | IRMA                               | 5             |               |         |
| Mexico Top 100 Albums                   | AMPROFON                           | 13            |               |         |
| Mexico Top International Albums         | AMPROFON                           | 8             |               |         |
| Netherlands Albums Chart                | Megacharts BV/NVPI                 | 1             | Gold          | 35,000  |
| Norway Albums Chart                     | IFPI                               | 26            |               |         |
| Switzerland Albums Chart                | Media Control Europe               | 77            |               |         |
| Finland Albums Chart                    | GLF                                | 40            |               |         |
| UK Albums Chart                         | BPI/The Official UK Charts Company | 14            |               |         |
| United World Chart                      | Media traffic                      | 34            |               | 164,000 |
| United World Chart                      | +7.5% mediatraffic doesn't cover   | 34            |               | 176,300 |